# Crude oil washing
Crude oil washing (COW) is het wassen van de tanks aan boord van een olietanker met de lading (crude oil) zelf. Bij het lossen wordt een deel van de lading onder druk tegen de wanden van de tanks gespoten en worden hierdoor de sedimenten, die anders achter zouden blijven, samen met de lading aan wal gepompt. Eventueel worden de tanks nadien nog eens nagewassen met water. Door deze techniek te gebruiken vergroot de hoeveelheid lading die men kan verhandelen en vermindert de hoeveelheid water die men nodig heeft voor het wassen aanzienlijk. Crude oil washing mag alleen worden uitgevoerd als de atmosfeer in de ladingtanks inert is.

## Geschiedenis
Vroeger werden de tanks van een tanker gewassen door heet water en eventueel schoonmaakmiddelen onder hoge druk tegen de wanden te spuiten door middel van tank cleaning machines. De mengeling van water en olieresten werd nadien gewoon overboord gepompt, waardoor een aanzienlijke hoeveelheid olie in de oceanen terechtkwam. Om deze milieuverontreiniging tegen te gaan, werden er stelselmatig meer en strengere wetgevingen ingevoerd. 
De OILPOL-conventie, die in 1954 van kracht werd en later werd vervangen door MARPOL 73/78 Annex 1, verbood zo het lozen van olie wanneer men zich op minder dan 50 zeemijl van de kust bevond en tot 100 zeemijl voor bepaalde bedreigde gebieden. Pas iets voor 1970 begon men echter te zoeken naar alternatieve methoden voor het schoonmaken of wassen van de ladingtanks. Eén van de resultaten was het zogenaamde "Load on Top".
Bij Load on Top werd het water met de olieresten niet langer gewoon overboord gepompt, maar werd het eerst in een aparte tank opgeslagen, de slop tank. Tijdens de reis gaat in deze tank het merendeel van de olieresten aan het wateroppervlak drijven. Onderaan resteert dan relatief schoon water. Dit water werd dan overboord gepompt, na eventueel het proces te herhalen in een andere tank. Wat achterbleef werd opnieuw gemengd met ruwe olie en het geheel werd dan ook als lading aan wal gepompt. Door deze techniek toe te passen, verminderde de vervuiling aanzienlijk, bovendien bleef meer lading over om te verhandelen. 
Naar aanleiding van explosies in ladingtanks aan boord van tankers tijdens het tankwassen met zeewater eind jaren 1960 heeft het Internationaal Verdrag voor de veiligheid van mensenlevens op zee, een verdrag van IMO, het gebruik van IG voor tankers groter dan 20.000 dwt, verplicht gesteld. In Nederland is deze verplichting opgenomen in het Schepenbesluit: 'Brandbescherming voor tankers'.
Tegen het einde van de jaren 1970 werd de lading (ruwe olie) zelf gebruikt (COW) om de tanks te wassen, wat de efficiëntie verhoogde en geen vervuild water meer achterliet.

## Problemen gerelateerd aan crude oil washing
Door een vloeistof onder hoge druk in een tank te spuiten, ontstaat er statische elektriciteit. Aangezien gas afkomstig uit olie een ontvlambaar product is, dient hiermee rekening gehouden te worden en voorkomen dat er effectief een ontsteking kan plaatsvinden. Hiertoe worden de ladingtanks geïnertiseerd: het zuurstofgehalte in de atmosfeer boven de lading wordt verlaagd tot onder de 8%.

### Inert gas
Inert gas (IG) is een onbrandbaar gas met te weinig zuurstof om te reageren met de lading. Tijdens ladingoperaties en gedurende de reis bestaat het gevaar dat zich in de ladingtanks explosieve koolwaterstofdampen vormen in combinatie met buitenlucht waarin zich 21% zuurstof bevindt. Om dit gevaar te elimineren wordt IG gebruikt. Het IG neemt de plaats van de zuurstof in en door een lichte overdruk van IG in de tanks te handhaven, wordt voorkomen dat buitenlucht binnentreedt. IG is een mengsel van gassen met een dermate laag zuurstofgehalte dat ontbranding van koolwaterstoffen onmogelijk is. Inert gas is:
- rookgas uit de schoorsteen van de hoofdketel op turbineschepen,
- rookgas uit de schoorsteen van de uitlaatgassenketel op motorschepen (FO),
- rookgas uit een onafhankelijk gestookte rookgas generator (diesel),
- rookgas uit een combinatie van deze twee.

Rookgas kan ook worden betiteld als uitlaatgas van een motor of een stoomketel.

## Reglementering
De International Maritime Organisation verplichtte het gebruik van crude oil washing op de MARPOL-conventie van 1978 voor alle nieuwe tankers met een tonnage van 20.000 ton of meer.